# Костоусовское
Костоусовское — озеро в Режевском городском округе Свердловской области. Расположено в 3,5 км южнее посёлка Костоусово. Площадь 1,12 км², уровень воды 227,0 м. Озеро проточное, вытекает река Озёрная (правый приток реки Реж). Берега преимущественно заболочены (болото Озёрское). Водятся щука, окунь, лещ, чебак, ёрш, карась, на берегах гнездится водоплавающая птица. Средняя глубина 2 м, максимальная 2,5 м. На берегу — рыболовно-охотничья база общества «Динамо». Озеро называют также «Большое Костоусовское», поскольку в 1 км от него к югу находится озеро меньших размеров, «Малое Костоусовское». На озёрах Большое Костоусовское и Малое Костоусовское организовано культурное рыбное хозяйство, предоставляется спортивная и любительская рыбалка.

## Данные водного реестра
По данным государственного водного реестра России относится к Иртышскому бассейновому округу, водохозяйственный участок реки — Реж (без реки Аять) от истока до Аятского гидроузла) и Нейва (от Невьянского гидроузла) до их слияния, речной подбассейн реки — Тобол. Речной бассейн реки — Иртыш. Код объекта в государственном водном реестре — 14010501811111200010936.